# Джонстон, Джен
Джен Джонстон (англ. Jan Johnston) (род. 21 февраля 1968 года, Солфорд  ,Англия) — британская вокалистка и автор песен, известная сотрудничеством с транс-диджеями мирового уровня.

## Карьера
Родилась 21 февраля 1968 года в Солфорде, Англия.
В начале 90-х Джен сотрудничала с лейблом Columbia Records в составе дуэта «JJ». Дуэт совершил несколько туров по Великобритании, однако не имел особого успеха. Тогда Джонстон решает заняться сольной карьерой и обращается в A&M Records.
В это время Манчестер посещает Брайан Трансо. Здесь он собирается приступить к студийной работе над своим альбомом. Музыкант мечется по местной музыкальной барахолке в поисках новых идей. И вот он отыскивает виниловую копию трека «Calling Your Name» (которая позже войдёт в саундтрек фильма «Американский пирог»), и, под впечатлением от обложки, на которой было изображено лицо Джен Джонстон, он немедленно покупает пластинку. Девять месяцев спустя он наконец-то прослушал композицию. «Когда я услышал этот голос, я буквально упал на пол. Я обязан был разыскать эту женщину…» — рассказывает BT. Прошло ещё девять месяцев, прежде чем ему удалось отыскать неуловимую певунью. «Брайан тогда приехал в Манчестер только на день. Он быстро спросил, есть ли у меня свободное время, после чего мы пошли в студию и заложили основу трека „Remember“, нашей первой совместной работы».
Поток предложений не заставил себя ждать. Здесь стоит прежде всего отметить проект Энтони Бреммера и Энтони Паппа «Freefall». Композиция «Skydive (I Feel Wonderful)» в её исполнении становится клубным хитом.
Пол Окенфолд записывает Джен на лейбле Perfecto Records в 1999 году. Однако релиз альбома «Emerging», над которым они совместно работают и в который включён записанный с BT трек «Flesh», откладывается много раз. Оригинальная версия «Flesh» к тому времени ещё ни разу не выходила, лишь ремиксы. Песня «Superstar», которая должна была стать первым синглом альбома, с ремиксами Тодда Терри и Билла Хаммеля, так и не была выпущена. В 2001 году вышел единственный сингл впоследствии так и не выпущенного альбома «Emerging» — «Silent Words».
Ремикс композиции «Unafraid», которая также была создана во время работы над «Emerging», стал саундтреком к фильму Пароль «Рыба-меч».
В то же время Джонстон продолжает сотрудничать с другими музыкальными продюсерами, в частности, принимает участие в работе над пятью треками альбома Пола ван Дайка «Reflections», номинировавшегося на несколько премий Грэмми.
В 2009 году Perfecto Records выпускает два новых трека Джен Джонстон — «Sleeping Satellite» и «Obsession».
После небольшого перерыва (за который появляются преимущественно новые версии старых хитов Джен), в 2011 году на лейбле Soviet Recordings выходит её новая работа «Something’s Missing», записанная совместно с британским проектом Tartarus.

## Дискография

### JJ

#### Альбомы
- 1991 «Intro…»

#### Синглы
- 1990 «If I Never See Sunday»
- 1990 «Slide Away»
- 1991 «If This is Love»
- 1991 «Crying Over You»

### Jan Johnston

#### Альбомы
- 1994 Naked But for Lilies (A&M Records)
- 2000 'Emerging' (не вышел) (Perfecto Records)

#### Синглы
- 1998 «Asking Too Much» (featuring Jamie Myerson) (Sound Gizmo)
- 2001 «Flesh» (Perfecto Records)
- 2001 «Superstar» (не выпущен) (Perfecto Records)
- 2001 «Silent Words» (Perfecto Records)
- 2001 «As The Cracks Appear» (Perfecto Records) (Promo only)
- 2002 «Am I on Pause?» (Perfecto Records)
- 2003 «Calling Your Name» (перезаписанная версия с другим вокалом)
- 2008 «Everything I Need (Sea Of Dreams)» (Perfecto Records) (Promo only)
- 2009 «Happy Ending» (Metallic Recordings)
- 2009 «Sleeping Satellite» (Perfecto Digital)
- 2009 «Obsession» (Perfecto Digital)

### Совместная работа (Синглы)
- 1995 Libra Presents Taylor — «Anomaly — Calling Your Name» UK #71
- 1997 Submerge — «Take Me By the Hand» UK #28
- 1997 BT — «Remember» UK #27
- 1998 Freefall — «Skydive» (релиз сингла, перевыпущен в 2000 и 2001) UK #75 (1998), UK #43 (2000), UK #35 (2001)
- 1999 BT — «Mercury & Solace» UK #38
- 1999 Libra presents Taylor — «Anomaly» (ремикс с новым видео) UK #43
- 2000 Tomski — «Love Will Come» UK #31
- 2002 Cosmic Gate — «Raging (Storm)» UK #48
- 2003 DJ Cor Fijneman — «Venus» UK #109
- 2003 Пол ван Дайк — «Nothing But You» UK #14.
- 2003 Svenson & Gielen — «Beachbreeze» UK #163 (в оригинале «Ocean»)
- 2004 Serge Devant — «Transparent»
- 2005 Cosmic Gate — «I Feel Wonderful» (вариант «Skydive») UK #122
- 2006 Leama & Moor — «Waiting» (в оригинале «UR My Book»)
- 2007 DJ Shah — «Beautiful»
- 2007 R&Y — «It’s Cold Outside»
- 2007 J Joy — «Rush»
- 2008 DJ Trenix — «Let The World Fall Apart»
- 2008 Jussi Soro — «Merge»
- 2008 «Invisible Walls» (совместно с Nektarios и Кирсти Хокшоу)
- 2010 San — «Perfect Dream»
- 2010 Tenishia — «Flesh 2010» (вариант «Flesh»)
- 2010 Dave D’Mello — «Remember» (новая версия)
- 2011 Cosmic Gate — «Raging 2011» (новая версия)
- 2011 Tartarus — «Something’s Missing»
- 2011 Tenishia — «As It Should»
- 2011 Tartarus — «Define Love»
- 2013 Dj Feel — «Illuminate»
- 2013 Obsidian Radio — «Love Like This»
- 2014 Hemstock & Jennings — «Child Of Forever»
- 2014 Jan Johnston, SNR, Rikkaz - "Beatiful Change"
- 2015 Dr.K & Nii Vs. Shiha (feat. Nektarios) - "Angel Of The Night"
- 2015 DJ Feel - "Skysearch"
- 2015 Dirkie Coetzee - "Only The Beginning"
- 2015 Dark Fusion - "Access All Areas"
- 2015 Roman Messer - "Nebula"
- 2016 Mark Sherry & Dark Fusion - "Deja Vu"
- 2016 Hemstock & Jennings - "Child Of Forever" (an update of the track released in 2013)
- 2016 Angel Order - "Guilty Pleasure"

### Совместная работа (Альбомы)
- 1997 BT — «ESCM» (голос Джонстон можно услышать в песнях «Remember» и «Lullaby for Gaia») (US Version only) UK #35
- 1999 BT — «Movement in Still Life» (вокал Джонстон в «Mercury & Solace» и «Sunblind») (Japanese version only) (также её голос можно услышать в композициях «Dreaming» и «Running Down the Way Up») UK #87
- 1999 Cloak — «Quiet Then» («Hackers Vol. 3»)
- 2001 Tiësto — «Close to You» (альбом Tiësto «In My Memory») UK #133
- 2003 Пол ван Дайк — «Reflections» (вокал Джен звучит в песнях «Kaleidoscope», «Homage», «Like a Friend», «Spellbound» и «Nothing But You», в которой, в свою очередь, звучит норвежское «Jeg har ingenting men jeg har alt nar jeg har deg», что переводится как «I have nothing but I have everything when I have you») UK #81
- 2003 BT — «Emotional Technology» (композиция «Communicate») (неофициальный сингл)
- 2005 Paul Oakenfold — «Delirium» («The Club» OST (TV series OST)) (изначально записан с DJ Manalo)
- 2006 Cosmic Gate — «Earth Mover» (голос Джонстон звучит в композициях «This Is The Party» и «I Feel Wonderful»)
- 2006 Leama & Moor — «Common Ground» (композиция «Waiting»)
- 2006 Ernie Lake — «Daring» («From the Hamptons to Ibiza, Vol. 2 (Ernie Lake Presents Chill a Bit of Soul)»)
- 2007 Paul Oakenfold — «More Than Human» («Vexille» OST)
- 2008 DJ Shah — «Songbook» (вокал Джен Джонстон в «Beautiful (Glimpse Of Heaven)»)